# مراحلی در مسیر زندگی
مراحلی در مسیر زندگی (انگلیسی: Stages on Life's Way) اثری فلسفی از سورن کی‌یرکگور است که در سال ۱۸۴۵ نوشته شده است. این کتاب ادامه کار قبلی کی‌یرکگور یا این/یا آن است. در حالی که یا این/یا آن در مورد قلمروهای زیبایی‌شناختی و اخلاقی است، مراحل مسیر زندگی به بررسی قلمروهای مذهبی می‌پردازد. دغدغه کی‌یرکگور این بود که در صورت امکان مراحل مختلف هستی را در یک اثر ارائه دهد. پدرش مایکل پدرسن کریستیان ولف را برا او خواند و او تحت‌تأثیر ولف و کانت قرار گرفت، تا جایی که از ساختار و محتوای فلسفی سه گانه‌های آکویناس به‌عنوان طرحی برای ساختن ایده‌های این کتاب استفاده کرد.
کی‌یرکگور تا پایان پایان‌نامه غیرعلمی پس‌نوشته‌های فلسفی در سال ۱۸۴۶ راضی نبود. او نوشت: «زمانی که پس‌نوشته‌های فلسفی منتشر شد و در حال بررسی پس‌نویسی بودم تا «مسئله را در لباس تاریخی بپوشانم»، کتاب دیگری با نام مستعار ظاهر شد: مراحلی در مسیر زندگی، کتابی که توجه یک نفر را به خود جلب کرده است؛ تعداد کمی؛ شاید به این دلیل که مانند یا این/یا آن، یک دفتر خاطرات اغواگر نبود. مراحل ارتباطی با یا این/یا آن به اندازه کافی واضح است و با استفاده از نام‌های آشنا در دو بخش اول نشان داده می‌شود